# Hedersleben (Eisleben)
Hedersleben este un cartier al orașului Eisleben din landul Saxonia-Anhalt, Germania. Până în 2009 a fost o comună.